# Qui-nai-elt Village
 (septembre 2022).
Qui-nai-elt Village  est une census-designated place américaine de l'État de Washington dans le comté de Grays Harbor. 
La population était de 54 habitants en 2010.